# Monti Flinders
Le catene dei Monti Flinders (in inglese Flinders Ranges) costituiscono la principale formazione montuosa dello Stato dell'Australia Meridionale (per quanto riguarda invece la parte meridionale, in senso geografico, dell'Australia, sono superate dalle Alpi australiane).
I Monti Flinders sono costituiti da una serie di catene discontinue che si estendono per circa 500 km in direzione nord-sud e hanno il loro estremo meridionale circa 200 km a nord di Adelaide. La cima più alta è il Picco St.Mary, 1170 m. L'ambiente è semi-desertico.
Diverse aree di questo gruppo montuoso sono protette sotto forma di piccoli parchi, riserve ecc. (due sono parchi nazionali - il più grande è esteso per circa 900 km²).

## Geologia
Le rocce che oggi costituiscono i monti Flinders si depositarono durante l'ultima parte del Proterozoico ai margini dell'antico continente Rodinia. Durante il Cambriano (circa 540 milioni di anni fa) questa spessa coltre di sedimenti fu sollevata e piegata dall'importante orogenesi delameriana, che diede origine a una grande catena montuosa.
Da quel momento, per circa 500 milioni di anni, tutta la zona è rimasta in quiete geologica. Le montagne sono state spianate dall'erosione fino alle modeste altezze odierne. Dell'antica storia rimane una traccia importantissima nei giacimenti fossiliferi di Ediacara.

## Storia del popolamento umano
Dipinti nelle caverne, incisioni rupestri e altri manufatti indicano la presenza umana già da alcune decine di migliaia di anni. Gli aborigeni che abitavano e in parte abitano tuttora questo territorio sono gli Adnyamathanha.
I primi europei che visitarono questi monti furono Matthew Flinders (che ha dato loro il nome) e Spencer Gulf, i quali scalarono il monte Brown nel 1802.
Intorno al 1850 iniziò la pastorizia (pecore) da parte dei primi coloni di origine europea, in particolare intorno a Quorn e Wilpena. Nella seconda metà dell'Ottocento ci fu anche un certo sviluppo dell'attività agricola (temporaneamente favorita da piogge superiori alla media), oggi cessata.
Sempre verso la fine dell'Ottocento si sviluppò anche l'attività mineraria (rame, argento), che oggi si è concentrata su altri prodotti (carbone, barite).